# Piekuty-Urbany
Piekuty-Urbany – wieś w Polsce położona w województwie podlaskim, w powiecie wysokomazowieckim, w gminie Nowe Piekuty.
W latach 1975–1998 miejscowość administracyjnie należała do województwa łomżyńskiego.
Wierni kościoła rzymskokatolickiego należą do parafii św. Kazimierza w Nowych Piekutach.

## Historia wsi
W XV wieku powstała osada Łopienie, założona przez rycerz herbu Lubicz. Lubiczowie cały czas zasiedlali nowe obszary wokół pierwotnej siedziby, aż dotarli w miejsce obecnej wsi. Prawdopodobnie zamieszkał tu w połowie XV wieku rycerz zwany Pekutem lub Piekutem. W końcu tegoż stulecia dział Piekuta został podzielony na dwie części. Tutaj zamieszkał rycerz Jan. W tamtych czasach nazwy nowych osad powstawały od nazwisk lub przydomków pierwszych osadników. Tak też było tutaj. Wioskę zwano początkowo Łopienie Janowiata. Ich potomków wymienia popis szlachty litewskiej z 1528 roku: Urban Janowicz, Petr Urbanowicz, Żygimont Janowicz, Hrehor Żygimontowicz. Jak widać potomkowie Jana nosili też imię Urban i właśnie od tego imienia całą osadę nazwano Urbanami. W ten sposób powstała miejscowość Piekuty-Urbany. Do tej nazwy dodawano czasem człon Stara Wieś, co wskazuje, iż Piekuty-Urbany są starsze niż Nowe Piekuty.
W końcu XVI wieku głównymi dziedzicami wsi byli Stanisław - syn Jana i Stanisław - syn Grzegorza. Mieszkali tu Piekutowscy herbu Lubicz. Dane z herbarzy wspominają licznych rycerzy z tego rodu, ale nie zaznaczono dokładnie, z której części Piekut pochodzą. 
Przez następne wieki była to wioska drobnoszlachecka zamieszkała przez różne rody. Nie rozwijała się ona jednak tak szybko jak sąsiednia wieś Nowe Piekuty, gdzie był kościół i karczmy. Na przykład w 1827 roku w tej wsi istniało zaledwie 5 domów z 31 mieszkańcami. Nowe Piekuty były wówczas trzy razy większe. Również w czasach bardziej współczesnych Piekuty-Urbany były małym osiedlem. W 1921 roku odnotowano 15 domów i 74 mieszkańców. Wszyscy podali narodowość polską i wiarę katolicką.
W czasie okupacji niemieckiej w 1943 roku w okolicy działał żandarm Mozarek, który znany był z bicia i znęcania się nad Polakami. Mozarek został zlikwidowany przez polskie podziemie właśnie w tej wsi, za co Niemcy zamordowali w Dąbrówce Wielkiej 15 Polaków i Żydów.
W Piekutach Urbanach zachowały się po dziś dzień zabytkowe drewniane domy, pochodzące z początku XX wieku.
Współcześnie (2008 rok) jest tutaj 17 domów i 69 mieszkańców.